# Betragsoptimum
Beim Betragsoptimum handelt es sich um einen Begriff aus der Regelungstheorie, genauer um ein regelungstechnisches Optimierungskriterium im Frequenzraum. Eine Regelung wird allgemein dann als optimal bezeichnet, wenn die Regelgröße dem Wert der Führungsgröße mit möglichst geringer zeitlicher Verzögerung folgen kann. Bei der Optimierung mittels des Betragsoptimums wird die Einschwingzeit eines Regelsystems optimiert.
Ein weiteres Optimierungskriterium im Frequenzbereich ist das symmetrische Optimum.

## Motivation

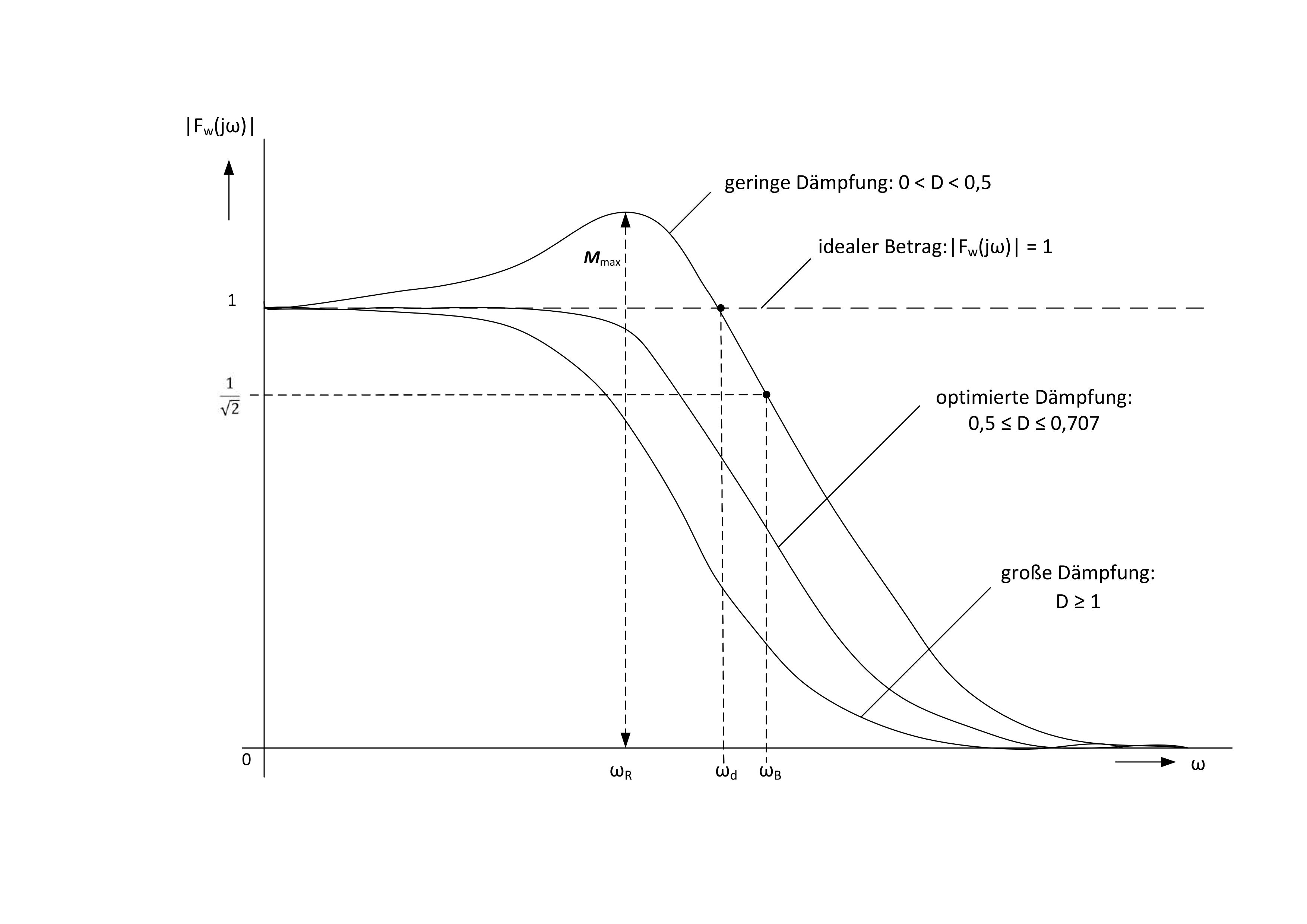
Die möglichen Verläufe des Amplitudenganges eines geschlossenen Regelkreises beim Führungsverhalten. Die Kenngrößen sind: – Resonanzfrequenz, – Durchtrittsfrequenz, – Bandbreite, M_{max} – Betrag des Frequenzgangs an der Resonanzstelle.

Eine kurze Anstiegszeit bzw. Anregelzeit wie bei der Sprungantwort bedingt eine große Bandbreite des geschlossenen Regelkreises. Es ist ein direkter Bezug zwischen der Anstiegszeit TAn und der Bandbreite {\displaystyle \omega _{B}} der Führungsübergangsfunktion gegeben. Mathematisch gesehen ist der Bezug wie folgt:
{\displaystyle T_{\text{An}}={\frac {\pi }{\omega _{B}}}={\frac {\pi }{2\pi \cdot f_{B}}}={\frac {1}{2\cdot f_{B}}}}
Für gutes Führungsverhalten wird beim Betragsoptimum das Verhältnis der Ausgangs- zur Eingangsamplitude (Amplituden-Frequenzgang) optimiert. Im Idealfall ist der Betrag des Frequenzganges F für alle Kreisfrequenzen ω:
{\displaystyle |F_{w}(\mathrm {j} \omega )|=1}.
Es wird auch von einer Betragsanschmiegung von Fw(jω) an Eins gesprochen.
In realen Regelkreisen treten allerdings immer Verzögerungen auf, weshalb dieses ideale Betragsoptimum nur in Näherung erreicht werden kann und es bei höheren Frequenzen zu einer Verkleinerung des Amplituden-Frequenzganges kommt. Das Optimierungsverfahren des Betragsoptimums versucht über einen möglichst großen Frequenzbereich von ω den Betrag des Frequenzgangs auf oder Nahe dem Wert 1 zu halten, dazu werden die Parameter des Reglers aus den Zeitkonstanten der Regelstrecke berechnet.

## Voraussetzungen zur Anwendung des Betragsoptimums

Blockschaltbild eines einfachen Standardregelkreises, bestehend aus der Regelstrecke, dem Regler und einer negativen Rückkopplung der Regelgröße y (auch Istwert). Die Regelgröße y wird mit der Führungsgröße (Sollwert) w verglichen. Die Regelabweichung e = w – y wird dem Regler zugeführt, der daraus entsprechend der gewünschten Dynamik des Regelkreises eine Stellgröße u bildet. Die Stabilität des Systems hängt unter anderem von den Streckenpolen ab. Die Erklärung wird nebenstehend aufgeführt.

Zur Anwendung des Betragsoptimum werden gewisse Voraussetzungen gestellt, diese gilt es einzuhalten. Werden die Voraussetzungen nicht eingehalten kann es zu undefinierten Zuständen kommen. Zum Beispiel könnte die Stellgrößenbegrenzung überschritten werden. Eine Folge könnte sein, dass das System eine unerwartete Reaktion herbeiführt, wie die Zerstörung elektrischer Bestandteile. So wird davon ausgegangen, dass bei dem Reglerentwurf die Messeinrichtung zu der Regelstrecke gezählt wird und somit ein Standardregelkreis vorliegt. Die Parameter der Regelstrecke, Zeitkonstanten und Verstärkungsfaktor, müssen bereits bekannt sein. Des Weiteren wird bei der Herleitung, als auch bei den Einstellregeln für das Betragsoptimum, davon ausgegangen, dass es sich bei der Regelstrecke um eine Zusammensetzung aus Verzögerungssystemen handelt. Bei nichtreellen Streckenpolen besteht die Gefahr von Stabilitätsschwierigkeiten. Wenn konjugiert komplexe Pole in der Regelstrecke vorhanden sind, sollten diese hinreichend gedämpft sein. Jedoch wäre die Verwendung von rein reellen Polen vorzuziehen. Eine nicht schwingfähige Regelungsstrecke mit Ausgleich ist somit vorauszusetzen. Bei Verwendung von dominanten Zeitkonstanten, d. h. eine oder zwei große Zeitkonstanten gegenüber der Ersatzzeitkonstante TE, sind besonders brauchbare Resultate zu erwarten. Werden die Voraussetzungen eingehalten so ist ein gutes Führungsverhalten garantiert.

## Mathematischer Hintergrund
Das Verfahren wurde für einen Regelkreis II. Ordnung abgeleitet. Zudem wird bei der Herleitung in zwei Typen unterschieden: Anwendung des Betragsoptimums für Regelstrecken I. Ordnung und Anwendung des Betragsoptimums für Regelstrecken höherer Ordnung. Es existieren Hilfssätze um die Regelstrecke zu vereinfachen, diese werden angewendet bei Strecken höherer Ordnung und Totzeitelementen.

### Satz von der Summe aller kleinen Zeitkonstanten
Liegt eine Regelstrecke höherer Ordnung vor, welche folgende Form aufweist:
{\displaystyle G_{s}(s)={\frac {K_{S}}{(1+T_{1}\cdot s)\cdot (1+T_{2}\cdot s)...(1+T_{n}\cdot s)}}},

so kann eine Ersatzzeitkonstante TE, welche sich aus der Summe aller kleinen Zeitkonstanten zusammensetzt, gebildet werden. Hierbei wird unterschieden, ob es eine oder zwei dominante Zeitkonstanten gibt. Dies wird auch als Satz von der Summe aller kleinen Zeitkonstanten bezeichnet.
Im Fall einer dominanten Zeitkonstante gilt:   {\displaystyle \quad \quad \quad T_{E}=\sum _{i=2}^{n}T_{i},\quad T_{1}\gg T_{E},\quad G_{s}(s)={\frac {K_{S}}{(1+T_{1}\cdot s)\cdot (1+T_{E}\cdot s)}}}
Im Fall von zwei dominanten Zeitkonstanten gilt: {\displaystyle \quad T_{E}=\sum _{i=3}^{n}T_{i},\quad T_{1}>T_{2}\gg T_{E},\quad G_{s}(s)={\frac {K_{S}}{(1+T_{1}\cdot s)\cdot (1+T_{2}\cdot s)\cdot (1+T_{E}\cdot s)}}}

### Vereinfachung von Totzeitelementen
Sei eine Totzeit Tt deutlich kleiner als die Zeitkonstante T1 eines Verzögerungssystems, das Gleiche wäre gültig bei einem I-Glied und dessen Integrationszeit TI, so kann diese als PT1-Glied ersetzt werden. Bei dieser Überlegung wird von dem offenen Regelkreis G0(s) ausgegangen. "Dabei wird die Reihenentwicklung der Exponential-Funktion für das Totzeitelement nach dem ersten Glied abgebrochen:"
{\displaystyle G_{0}(s)={\frac {K_{R}\cdot K_{S}\cdot e^{-T_{t}\cdot s}}{1+T_{1}\cdot s}}={\frac {K_{R}\cdot K_{S}}{(1+T_{1}\cdot s)\cdot (1+{\frac {T_{t}\cdot s}{1!}}+{\frac {(T_{t}\cdot s)^{2}}{2!}}+...)}}={\frac {K_{R}\cdot K_{S}}{(1+T_{1}\cdot s)\cdot (1+T_{t}\cdot s)}}}, wenn {\displaystyle T_{1}\gg T_{t}} gilt.

### Anwendung des Betragsoptimums für Regelstrecken Ι.Ordnung

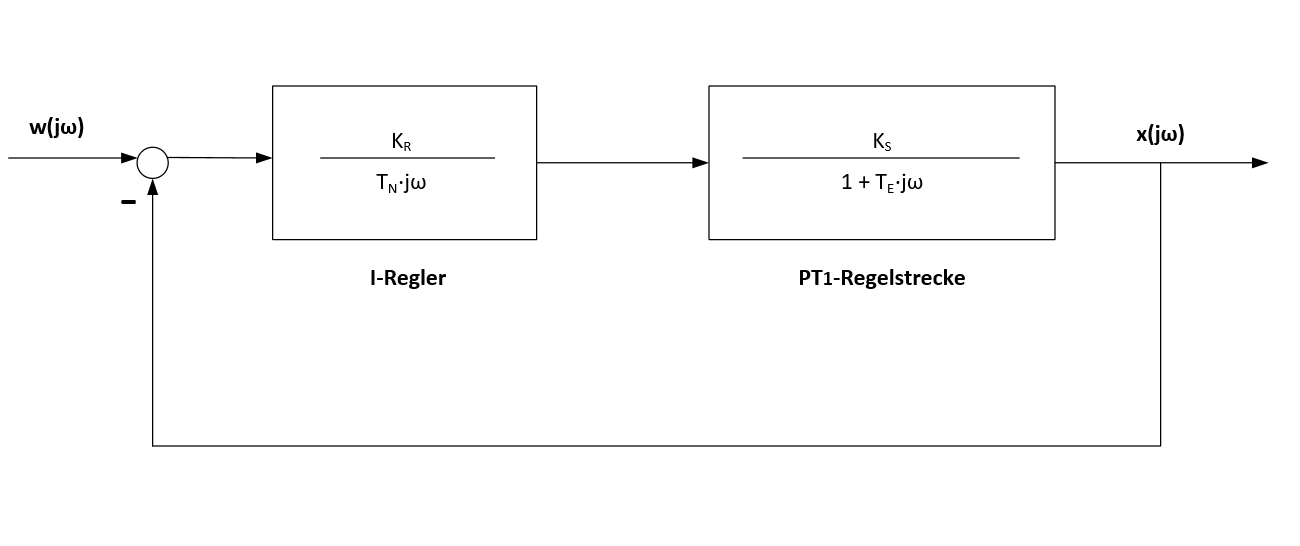
Dargestellt ist ein Regelkreis II. Ordnung mit einem I-Regler und einer PT_{1}-Regelstrecke. Aufgeschaltet wird das Eingangssignal w(j) und abgerufen am Ausgang das Ausgangssignal x(j).

Nachfolgend wird die Herleitung für die Anwendung des Betragsoptimums für Regelstrecken I. Ordnung beschrieben, diese baut auf dem Sachverhalt des Abschnittes Motivation auf. Ein Regelkreis II. Ordnung, zusammengesetzt aus einem I-Regler und einer PT1-Regelstrecke, besitzt folgende Frequenzgangfunktion als offener Regelkreis:
{\displaystyle F_{\text{RS}}(j\omega )={\frac {K_{S}}{T_{I}\cdot j\omega \cdot (1+T_{E}\cdot j\omega )}}}, mit {\displaystyle {\frac {1}{T_{I}}}={\frac {K_{R}}{T_{N}}}}.
Nun wird mittels des offenen Regelkreises der geschlossene Regelkreis gebildet, der folgende Frequenzgangfunktion aufweist:
{\displaystyle F(j\omega )={\frac {F_{\text{RS}}(j\omega )}{1+F_{\text{RS}}(j\omega )}}={\frac {K_{S}}{T_{I}\cdot j\omega \cdot (1+T_{E}\cdot j\omega )+K_{S}}}={\frac {K_{S}}{K_{S}-T_{I}\cdot T_{E}\cdot \omega ^{2}+T_{I}\cdot j\omega }}}
Da der Betrag für einen möglichst großen Bereich gleich 1 sein soll, gilt (es wird das Betragsquadrat verwendet, um die Wurzel im Nenner zu beseitigen):
{\displaystyle |F(j\omega )|={\frac {K_{S}}{\sqrt {(K_{S}-T_{I}\cdot T_{E}\cdot \omega ^{2})^{2}+T_{I}^{2}\cdot \omega ^{2}}}}{\stackrel {\mathrm {!} }{\approx }}1}
{\displaystyle |F(j\omega )|^{2}={\frac {K_{S}^{2}}{(K_{S}-T_{I}\cdot T_{E}\cdot \omega ^{2})^{2}+T_{I}^{2}\cdot \omega ^{2}}}={\frac {K_{S}^{2}}{K_{S}^{2}+(T_{I}^{2}-2\cdot K_{S}\cdot T_{I}\cdot T_{E})\cdot \omega ^{2}+T_{I}^{2}\cdot T_{E}^{2}\cdot \omega ^{4}}}{\stackrel {\mathrm {!} }{\approx }}1}
Damit die Approximation für einen großen Bereich gültig ist, müssen möglichst viele Koeffizienten des Zähler- und Nennerpolynoms gleich sein. Somit folgt diese Gleichung:
{\displaystyle |F(j\omega )|^{2}={\frac {\quad K_{S}^{2}+\quad \quad \quad \quad \quad \quad \quad \quad \quad 0\cdot \omega ^{2}+\quad \quad \quad 0\cdot \omega ^{4}}{K_{S}^{2}+(T_{I}^{2}-2\cdot K_{S}\cdot T_{I}\cdot T_{E})\cdot \omega ^{2}+T_{I}^{2}\cdot T_{E}^{2}\cdot \omega ^{4}}}{\stackrel {\mathrm {!} }{\approx }}1}
Aus der Gleichung kann eine Realisierungstabelle für den Koeffizientenvergleich abgeleitet werden:
| Zählerpolynom                              | Nennerpolynom                                                                   | Realisierung       |
| ------------------------------------------ | ------------------------------------------------------------------------------- | ------------------ |
| {\displaystyle K_{S}^{2}\cdot \omega ^{0}} | {\displaystyle K_{S}^{2}\cdot \omega ^{0}}                                      | ist erfüllt        |
| {\displaystyle 0\cdot \omega ^{2}}         | {\displaystyle (T_{I}^{2}-2\cdot K_{S}\cdot T_{I}\cdot T_{E})\cdot \omega ^{2}} | realisierbar       |
| {\displaystyle 0\cdot \omega ^{4}}         | {\displaystyle T_{I}^{2}\cdot T_{E}^{2}\cdot \omega ^{4}}                       | nicht realisierbar |

Somit ergibt sich folgende Optimierungsgleichung:
{\displaystyle (T_{I}^{2}-2\cdot K_{S}\cdot T_{I}\cdot T_{E})\cdot \omega ^{2}=0}

{\displaystyle T_{I}=2\cdot K_{S}\cdot T_{E}}, es gilt {\displaystyle K_{I}={\frac {1}{T_{I}}}={\frac {1}{2\cdot K_{S}\cdot T_{E}}}}.
Setzt man nun die Integrierkonstante TI in die Frequenzgangfunktion des geschlossenen Regelkreises ein, so ergibt sich:
{\displaystyle F(j\omega )={\frac {K_{S}}{K_{S}+T_{I}\cdot j\omega +T_{I}\cdot T_{E}\cdot (j\omega )^{2}}}={\frac {K_{S}}{K_{S}+2\cdot K_{S}\cdot T_{E}\cdot j\omega +2\cdot K_{S}\cdot T_{E}^{2}\cdot (j\omega )^{2}}}={\frac {1}{1+2\cdot T_{E}\cdot j\omega +2\cdot T_{E}^{2}\cdot (j\omega )^{2}}}}
Geht man nun in den Laplace-Bereich und stellt die Übertragungsfunktion des geschlossenen Regelkreises G(s) auf, kann man diese mit einem standardisierten PT2-Glied abgleichen.
{\displaystyle G(s)={\frac {1}{1+2\cdot T_{E}\cdot s+2\cdot T_{E}^{2}\cdot s^{2}}}{\stackrel {\mathrm {!} }{=}}{\frac {1}{1+2\cdot D\cdot T_{0}\cdot s+T_{0}^{2}\cdot s^{2}}}}
Durch einen Koeffizientenvergleich lassen sich die Dämpfung D und die Kennkreisfrequenz {\displaystyle \omega _{0}} ermitteln.
{\displaystyle 2\cdot T_{E}=2\cdot D\cdot T_{0},\quad 2\cdot T_{E}^{2}=T_{0}^{2}}, es gilt {\displaystyle \omega _{0}={\frac {1}{T_{0}}}}.
{\displaystyle T_{0}={\sqrt {2}}\cdot T_{E},\quad \omega _{0}={\frac {1}{{\sqrt {2}}\cdot T_{E}}}}
{\displaystyle D={\frac {T_{E}}{T_{0}}}={\frac {1}{\sqrt {2}}}}, somit gilt eine feste Dämpfung für alle Frequenzen.

### Anwendung des Betragsoptimums für Regelstrecken höherer Ordnung
Die Herleitung zur Anwendung des Betragsoptimums für Regelstrecken höherer Ordnung baut zum einen auf den Sachverhalt des Abschnittes Motivation, als auf die ermittelte optimale Einstellung für TI aus dem Abschnitt Anwendung des Betragsoptimums für Regelstrecken Ι.Ordnung auf. Darüber hinaus wird die Herleitung unterteilt in die Kompensation einer großen Zeitkonstante und in die Kompensation von zwei großen Zeitkonstanten.

#### Kompensation einer großen Zeitkonstante
Ist eine Zeitkonstante der Regelstrecke deutlich größer als die Anderen, so kann die Nachstellzeit TN eines PI-Reglers genutzt werden um die große Zeitkonstante T1 zu kompensieren. Vorteil dieser Kompensation ist, dass die Schnelligkeit der Regelung verbessert und die mathematische Rechnung vereinfacht wird. Die mathematische Rechnung wird deshalb vereinfacht, da die Kompensation einer Kürzung gleicht. Mit dem Satz von der Summe aller kleinen Zeitkonstanten werden die kleinen Zeitkonstanten der Regelstrecke zur Ersatzzeitkonstante TE zusammengefasst.
Vorausgesetzt wird ein PI-Regler und eine PT2-Strecke bzw. PTn-Strecke. Bei einer PT2-Strecke bildet sich folgende Übertragungsfunktion für den offenen Regelkreis:
{\displaystyle G_{\text{RS}}(s)=G_{R}(s)\cdot G_{S}(s)={\frac {K_{R}\cdot (1+T_{N}\cdot s)}{T_{N}\cdot s}}\cdot {\frac {K_{S}}{(1+T_{1}\cdot s)\cdot (1+T_{E}\cdot s)}}}, es gilt {\displaystyle T_{1}\gg T_{E}}.
Wenn die Nachstellzeit TN nun gleich der großen Verzögerungszeitkonstante T1 gewählt wird ergibt sich eine Kürzung. Somit entsteht die Optimierungsvorschrift {\displaystyle T_{N}=T_{1}}.
{\displaystyle G_{\text{RS}}(s)=G_{R}(s)\cdot G_{S}(s)={\frac {K_{R}}{T_{N}\cdot s}}\cdot {\frac {K_{S}}{(1+T_{E}\cdot s)}}}
Auf Grundlage des Abschnittes Anwendung des Betragsoptimums für Regelstrecken Ι.Ordnung folgt unter Verwendung der optimalen Einstellung für TI die Optimierungsvorschrift für KR.
{\displaystyle T_{I}=2\cdot K_{S}\cdot T_{E}={\frac {T_{N}}{K_{R}}},\quad K_{R}={\frac {T_{N}}{2\cdot K_{S}\cdot T_{E}}}}

#### Kompensation von zwei großen Zeitkonstanten
Für die Kompensation von zwei großen Zeitkonstanten werden die kleinen Zeitkonstanten wie schon im Abschnitt Anwendung des Betragsoptimums für Regelstrecken höherer Ordnung zu der Ersatzzeitkonstante TE zusammengefasst. Des Weiteren wird ein PID-Regler eingesetzt, um mit Hilfe der Nachstellzeit TN und der Vorhaltzeit TV des Reglers die zwei großen Zeitkonstanten der Regelstrecke zu kompensieren. Vorteil dieser Kompensation ist, dass die Schnelligkeit der Regelung verbessert und die mathematische Rechnung vereinfacht wird. Die mathematische Rechnung wird deshalb vereinfacht, da die Kompensation einer Kürzung gleicht.
Es ergibt sich folgende Übertragungsfunktion für den offenen Regelkreis, beim Einsatz eines PID-Reglers und einer PT3-Regelstrecke:
{\displaystyle G_{\text{RS}}(s)=G_{R}(s)\cdot G_{S}(s)={\frac {K_{R}\cdot (1+T_{N}\cdot s)\cdot (1+T_{V}\cdot s)}{T_{N}\cdot s}}\cdot {\frac {K_{S}}{(1+T_{1}\cdot s)\cdot (1+T_{2}\cdot s)\cdot (1+T_{E}\cdot s)}}}, es gilt {\displaystyle T_{1}>T_{2}\gg T_{E}}.
Bei der Kompensation von zwei großen Zeitkonstanten ergibt sich die nachfolgende Reglereinstellung:
{\displaystyle T_{N}=T_{1},\quad T_{V}=T_{2},\quad }für {\displaystyle T_{1}>T_{2}}.
Nach der Kompensation ergibt sich dieselbe Übertragungsfunktion wie schon im Abschnitt Anwendung des Betragsoptimums für Regelstrecken höherer Ordnung:
{\displaystyle G_{\text{RS}}(s)=G_{R}(s)\cdot G_{S}(s)={\frac {K_{R}}{T_{N}\cdot s}}\cdot {\frac {K_{S}}{(1+T_{E}\cdot s)}}}
Die Optimierungsvorschrift für den Reglerverstärkungsfaktor KR ist somit dieselbe wie bei dem Einsatz eines PI-Reglers und einer PT2-Strecke:
{\displaystyle K_{R}={\frac {T_{N}}{2\cdot K_{S}\cdot T_{E}}}}

## Einstellregeln für das Betragsoptimum
In der nachfolgenden Tabelle sind die Strecken- und Reglerstrukturen, inklusive der Angabe des Übertragungsverhaltens, dargestellt. Zudem sind die jeweiligen Einstellregeln für das Betragsoptimum hinzugefügt. Die Einstellregeln gelten nur, wenn die Voraussetzungen erfüllt sind.
| Regelstrecke | Regelstrecke | Regler | Regler |
| Typ          | Übertragungsfunktion | Typ    | Übertragungsfunktion |
| ------------ | --- | ------ | --- |
| PT1          | {\displaystyle G_{S}(s)={\frac {K_{S}}{1+T_{1}\cdot s}}} {\displaystyle T_{E}=T_{1}}                                                                                         | I      | {\displaystyle G_{R}(s)={\frac {K_{I}}{s}},\quad G_{R}(s)={\frac {1}{T_{I}\cdot s}}} {\displaystyle K_{I}={\frac {1}{2\cdot K_{S}\cdot T_{E}}},\quad T_{I}=2\cdot K_{S}\cdot T_{E}}                   |
| PT2          | {\displaystyle G_{S}(s)={\frac {K_{S}}{(1+T_{1}\cdot s)\cdot (1+T_{2}\cdot s)}}} {\displaystyle T_{1}>T_{2},\quad T_{E}=T_{2}}                                               | PI     | {\displaystyle G_{R}(s)={\frac {K_{R}\cdot (1+T_{N}\cdot s)}{T_{N}\cdot s}}} {\displaystyle T_{N}=T_{1},\quad K_{R}={\frac {T_{N}}{2\cdot K_{S}\cdot T_{E}}}}                                         |
| PTn          | {\displaystyle G_{S}(s)={\frac {K_{S}}{(1+T_{1}\cdot s)\cdot (1+T_{E}\cdot s)}}} {\displaystyle T_{1}\gg T_{E},\quad T_{E}=\sum _{i=2}^{n}T_{i}}                             | PI     | {\displaystyle G_{R}(s)={\frac {K_{R}\cdot (1+T_{N}\cdot s)}{T_{N}\cdot s}}} {\displaystyle T_{N}=T_{1},\quad K_{R}={\frac {T_{N}}{2\cdot K_{S}\cdot T_{E}}}}                                         |
| PTn          | {\displaystyle G_{S}(s)={\frac {K_{S}}{(1+T_{1}\cdot s)\cdot (1+T_{2}\cdot s)\cdot (1+T_{E}\cdot s)}}} {\displaystyle T_{1}>T_{2}\gg T_{E},\quad T_{E}=\sum _{i=3}^{n}T_{i}} | PID    | {\displaystyle G_{R}(s)={\frac {K_{R}\cdot (1+T_{N}\cdot s)\cdot (1+T_{V}\cdot s)}{T_{N}\cdot s}}} {\displaystyle T_{N}=T_{1},\quad T_{V}=T_{2},\quad K_{R}={\frac {T_{N}}{2\cdot K_{S}\cdot T_{E}}}} |

## Betragsoptimum im Vergleich

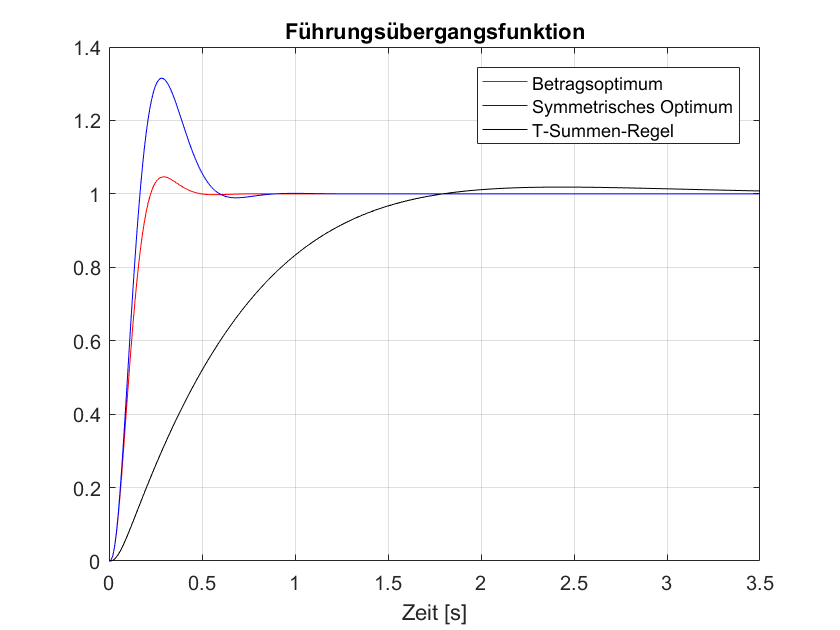
Vergleich des Betragsoptimums mit einer empirischen Einstellregel, T-Summen-Regel, und einem weiteren Optimierungskriterium aus dem Frequenzbereich, Symmetrisches Optimum. Abbildung der Führungsübergangsfunktion für einen Sollsprung w_{0} = 1.

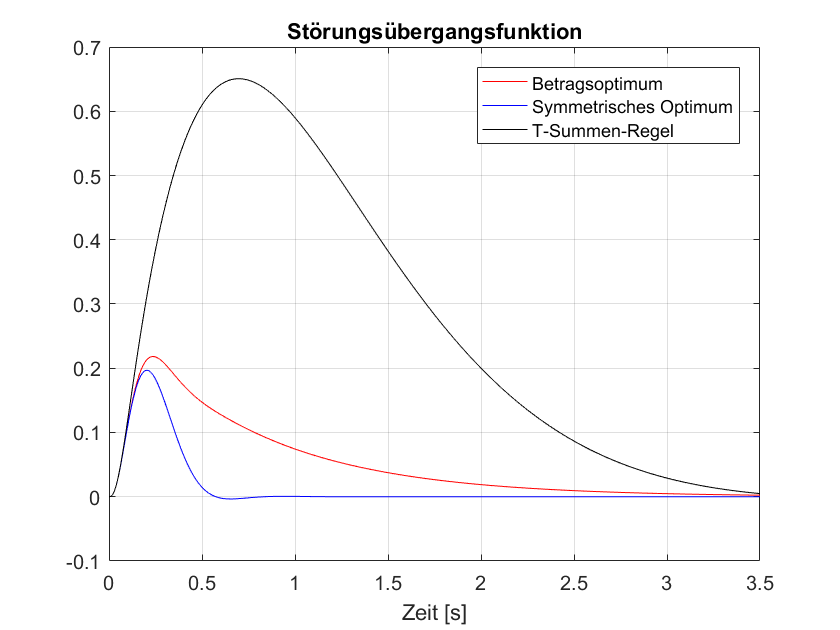
Vergleich des Betragsoptimums mit einer empirischen Einstellregel, T-Summen-Regel, und einem weiteren Optimierungskriterium aus dem Frequenzbereich, Symmetrisches Optimum. Abbildung der Störungsübergangsfunktion für einen Sollsprung z_{0} = 1 am Streckeneingang.

Um die Stärken des Betragsoptimums zu verdeutlichen, wird nachfolgend ein Vergleich mit mehreren Verfahren vorgeführt. Dabei steht die Regelung einer PT3-Strecke mit einem PI-Regler im Fokus. Zum Vergleich wird eine empirische Einstellregel aus dem Zeitbereich, sowie ein weiteres Optimierungskriterium aus dem Frequenzbereich herangezogen. Aus dem Spektrum der empirischen Einstellregeln wird die schnelle Regelung nach der T-Summen-Regel genommen. Aus den Optimierungskriterien im Frequenzbereich wird das Symmetrische Optimum gewählt.
Gegeben sei folgende Regelstrecke: {\displaystyle G_{S}(s)={\frac {K_{S}}{(1+T_{1}\cdot s)\cdot (1+T_{2}\cdot s)\cdot (1+T_{3}\cdot s)}}}

mit den Streckenparametern: {\displaystyle K_{S}=1{,}78,\quad T_{1}=0{,}73,\quad T_{2}=0{,}031,\quad T_{3}=0{,}021}

Der PI-Regler soll wie folgt aussehen: {\displaystyle G_{R}(s)={\frac {K_{R}\cdot (1+T_{N}\cdot s)}{T_{N}\cdot s}}}
- Einstellung der Regelparameter nach dem Betragsoptimum (s. Tabelle, 3 Zeile):
{\displaystyle T_{N}=T_{1}=0{,}73}
{\displaystyle T_{E}=T_{2}+T_{3}=0{,}052}, da {\displaystyle T_{N}\gg T_{E}} gültig ist.
{\displaystyle K_{R}={\frac {T_{N}}{2\cdot K_{S}\cdot T_{E}}}=3{,}9434}
{\displaystyle G_{R}(s)={\frac {K_{R}\cdot (1+T_{N}\cdot s)}{T_{N}\cdot s}}={\frac {3{,}94\cdot (1+0{,}73\cdot s)}{0{,}73\cdot s}}}

- Einstellung der Regelparameter nach dem Symmetrischen Optimum (es sei {\displaystyle a=2}):
IT1-Näherung: {\displaystyle G_{S}(s)={\frac {K_{S}}{s\cdot (1+T_{1}\cdot s)}}={\frac {1{,}78}{0{,}73\cdot s\cdot (1+0{,}052\cdot s)}}}
{\displaystyle T_{1}=0{,}052,\quad K_{S}={\frac {1{,}78}{0{,}73}}=2{,}44}
{\displaystyle T_{N}=a^{2}\cdot T_{1}=0{,}208}
{\displaystyle K_{R}={\frac {1}{a\cdot K_{S}\cdot T_{1}}}=3{,}9434}
{\displaystyle G_{R}(s)={\frac {K_{R}\cdot (1+T_{N}\cdot s)}{T_{N}\cdot s}}={\frac {3{,}94\cdot (1+0{,}21\cdot s)}{0{,}21\cdot s}}}

- Einstellung der Regelparameter nach der T-Summen-Regel (schnelle Regelung):
{\displaystyle K_{S}=1{,}78,\quad T_{\sum }=T_{1}+T_{2}+T_{3}=0{,}782}
{\displaystyle T_{N}=0{,}7\cdot T_{\sum }=0{,}5474}
{\displaystyle K_{R}={\frac {1}{K_{S}}}=0{,}5618}
{\displaystyle G_{R}(s)={\frac {K_{R}\cdot (1+T_{N}\cdot s)}{T_{N}\cdot s}}={\frac {0{,}56\cdot (1+0{,}55\cdot s)}{0{,}55\cdot s}}}

Anhand der Führungsübergangsfunktion lässt sich erkennen, dass das Betragsoptimum eine deutlich geringere An- und Ausregelzeit aufweist gegenüber der empirischen Einstellregel. Dies ist auf den Größenunterschied des Regler-Verstärkungsfaktors KR zurückzuführen, dieser ist bei der T-Summen-Regel deutlich kleiner. Des Weiteren ist der Überschwinger des Betragsoptimums wesentlich niedriger als der des Symmetrischen Optimums. Der Grund ist die Nachstellzeit TN, diese ist zwar geringer beim Symmetrischen Optimum und führt deshalb nochmal zu einer etwas besseren Anregelzeit. Der zu zahlende Preis ist jedoch ein größerer Überschwinger und eine erhöhte Ausregelzeit.

## Anwendungsbereiche
Das Betragsoptimum ist wegen seiner Stärken in der Praxis unumstritten und wird vorzugsweise im Bereich der elektrischen Regelung eingesetzt. Darüber hinaus ist ein weiterer Einsatzschwerpunkt des Verfahrens der Einsatz in der Antriebstechnik.,
Das Betragsoptimum wird häufig für die Einstellung von
- Geschwindigkeits-,
- Strom-,
- Drehmoment- und
- Kraftregelungen

eingesetzt. Dabei erstrecken sich die Einsatzgebiete von
- Hauptantriebe von Werkzeugmaschinen,
- Vorschubantriebe von Werkzeugmaschinen und Industrierobotern
- bis hin zu Aufzügen.[2]